# Lundin Mining
Die Lundin Mining Corporation ist ein schwedisch-kanadisches Bergbauunternehmen mit Firmensitz in Toronto.

## Geschichte
Lundin Mining wurde am 9. September 1994 vom schwedischen Unternehmer Adolf H. Lundin als South Atlantic Diamonds Corp. gegründet, seinen jetzigen Namen bekam das Unternehmen beim Gang an die Toronto Stock Exchange 2004. 
2006 fusionierten Lundin Mining und die EuroZinc Mining Corporation. Im Januar 2007 führte das Unternehmen einen 1:3 Aktiensplit durch. Durch die Übernahme der kanadischen Tenke Mining im April 2007 bekam Lundin Mining einen 24,75-prozentigen Anteil an der Tenke-Fungurume-Lagerstätte in der Demokratischen Republik Kongo. Im September 2007 wurden die Aktien von der American Stock Exchange genommen und an die New York Stock Exchange gebracht, weiterhin wurden die Aktien auch an der Stockholmer Börse gehandelt.
Anfang 2013 kauften die an der Tenke-Fungurume-Lagerstätte beteiligten Unternehmen zusammen eine Weiterverarbeitungsanlage für Kobalt im finnischen Kokkola von der US-amerikanischen OM Group, somit kann das Kobalt noch im Unternehmen veredelt werden, bevor es verkauft wird.

## Standorte

Standorte von Lundin Mining

Lundin Mining besitzt fünf Bergwerke, an der Tenke-Fungurume-Lagerstätte liegt die Beteiligung seit einer Umstrukturierung 2012 bei 24 Prozent.

### Galmoy Mine
Die Galmoy Mine liegt im irischen County Kilkenny, der Abbau endete 2012 und 2013 soll das letzte Erz verarbeitet werden. Im Bergwerk sind der Zink und Blei von Karbonat umgeben, das teilweise sehr erzreiche Gestein wurde hauptsächlich in einer Tiefe von 100 bis 160 Metern abgebaut.
| produzierte Menge | 2012 | 2011   | 2010   | 2009   |
| ----------------- | ---- | ------ | ------ | ------ |
| Zink (in Tonnen)  | 8989 | 32.071 | 11.501 | 29.932 |
| Blei (in Tonnen)  | 1131 | 8791   | 2932   | 7669   |

### Zinkgruvan

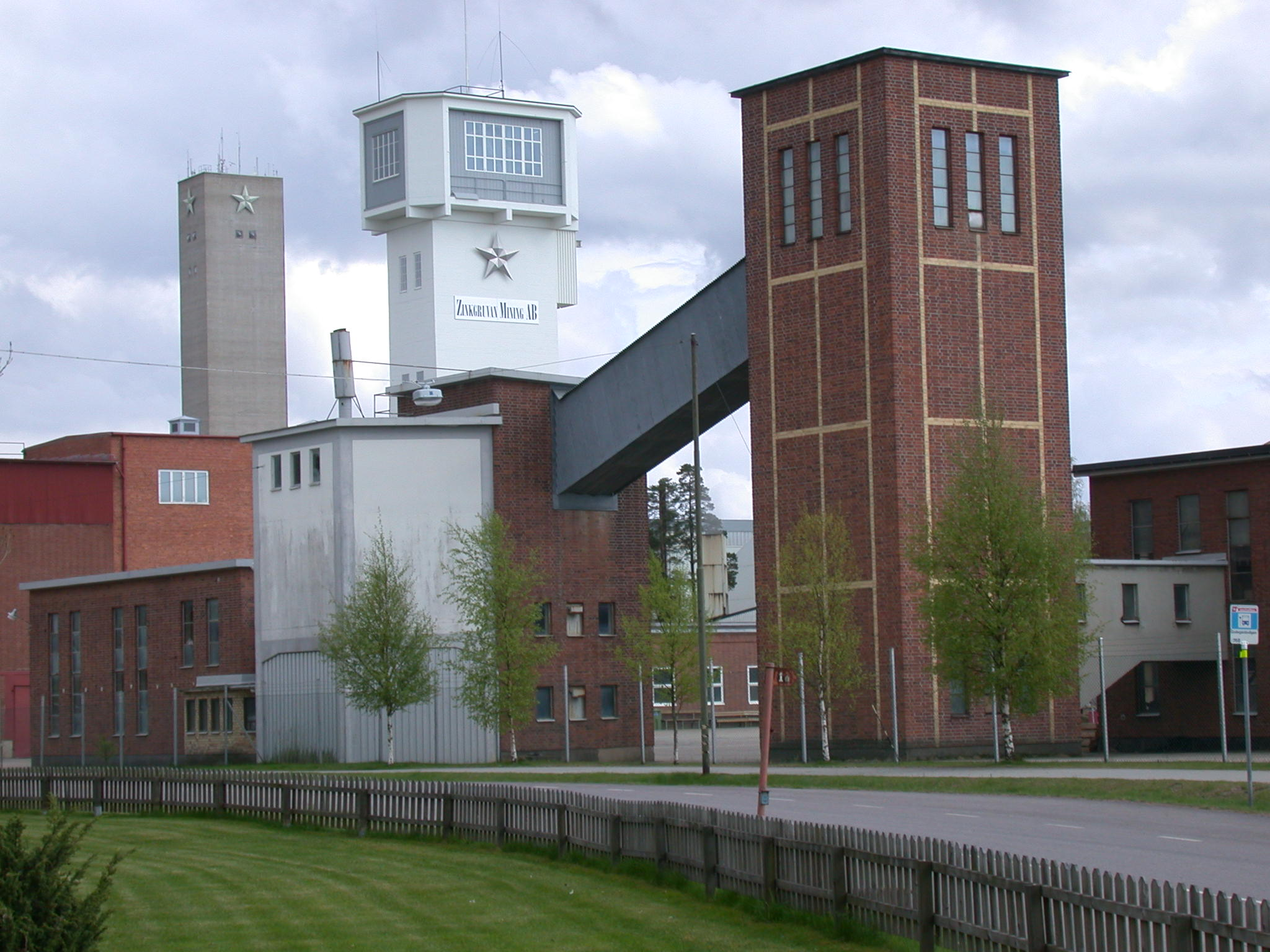
Anlagen der Zinkgruvan

200 Kilometer südwestlich der schwedischen Hauptstadt Stockholm, nahe dem Nordufer des Vättern, liegt die Zinkgruvan. Das Vorkommen ist bereits seit dem 16. Jahrhundert bekannt, 1857 begann der Abbau in großem Maßstab durch das belgische Unternehmen Vieille Montagne. Mitte der 1970er Jahre wurde das Bergwerk stark vergrößert, 2004 kaufte Lundin Mining es vom damaligen Eigentümer Rio Tinto Group. Die Zinkgruvan liegt im proterozoischen Bergslagen-Grünsteingürtel, die hauptsächlich vorkommenden Mineralien sind Sphalerit und Galenit. Neben Zink, Blei und Kupfer enthält die Lagerstätte auch Silber, dieses wird nicht von Lundin Mining, sondern von Silver Wheaton aus dem Gestein gewonnen. Das Bergwerk soll bis mindestens 2025 in Betrieb sein.
| produzierte Menge  | 2015   | 2012   | 2011   | 2010   | 2009   |
| ------------------ | ------ | ------ | ------ | ------ | ------ |
| Zink (in Tonnen)   | 83.451 | 83.209 | 75.147 | 72.206 | 70.968 |
| Blei (in Tonnen)   | ?      | 37.246 | 32.339 | 36.636 | 36.183 |
| Kupfer (in Tonnen) | 2.044  | 3.059  | 1.768  | 540    | -      |

### Kupferbergwerk Neves-Corvo

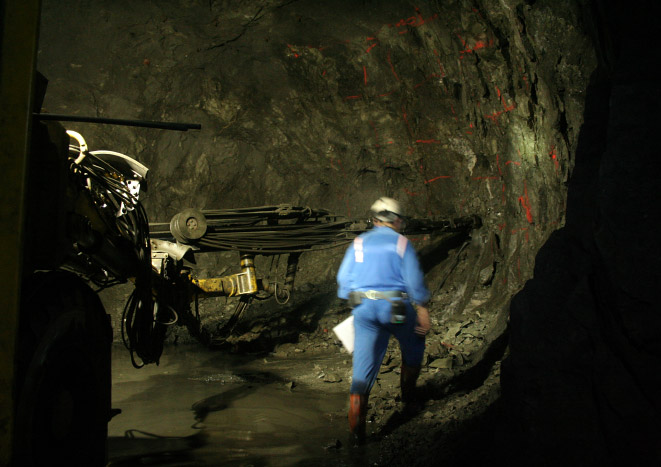
Arbeit unter Tage in Neves-Corvo

Das Kupferbergwerk Neves-Corvo liegt in der portugiesischen Region Alentejo. Die Lagerstätte wurde 1977 entdeckt, das Unternehmen Somincor wurde zur Erkundung gegründet. Neben Kupfer fand man hohe Anteile von Zinn, dessen Abbau später jedoch eingestellt wurde. 2006 kaufte Lundin Mining die EuroZinc Mining Corporation, der das Bergwerk gehörte. Neves-Corvo liegt im Pyritgürtel der südiberischen Halbinsel und ist eine vulkanogene Massivsulfidlagerstätte, das vorhandene Silber wird nicht abgebaut.
| produzierte Menge  | 2015   | 2012   | 2011   | 2010   | 2009   |
| ------------------ | ------ | ------ | ------ | ------ | ------ |
| Kupfer (in Tonnen) | 55.831 | 58.559 | 74.109 | 74.011 | 86.462 |
| Zink (in Tonnen)   | 61.921 | 30.006 | 4.227  | 6.422  | 501    |
| Blei (in Tonnen)   |        | 87     | -      | -      | -      |

### Tagebau Aguablanca
Der Kupfer- und Nickeltagebau Aguablanca liegt in der spanischen Gemeinschaft Extremadura, etwa 100 Kilometer nördlich von Sevilla. Das Gebiet wurde seit Mitte der 1980er Jahre auf Kupfer und Nickel untersucht, die Lagerstätte in Aguablanca wurde 1993 entdeckt. Im November 2003 begann der Aufbau der Infrastruktur und im Januar 2005 die kommerzielle Produktion, Lundin Mining kaufte das Bergwerk 2007. Unterhalb der Erzlagerstätte liegt gabbroides Gestein das mafisch und ultramafisch ist. Im Dezember 2010 ereignete sich ein Erdrutsch im Tagebau, weshalb 2011 die Förderung stillstand und im dritten Quartal 2012 wieder aufgenommen wurde.
| produzierte Menge  | 2015  | 2012  | 2011 | 2010  | 2009  |
| ------------------ | ----- | ----- | ---- | ----- | ----- |
| Nickel (in Tonnen) | 7.213 | 2.398 | -    | 6.296 | 8.029 |
| Kupfer (in Tonnen) | 6.221 | 2.260 | -    | 5.484 | 6.989 |

### Tenke Fungurume

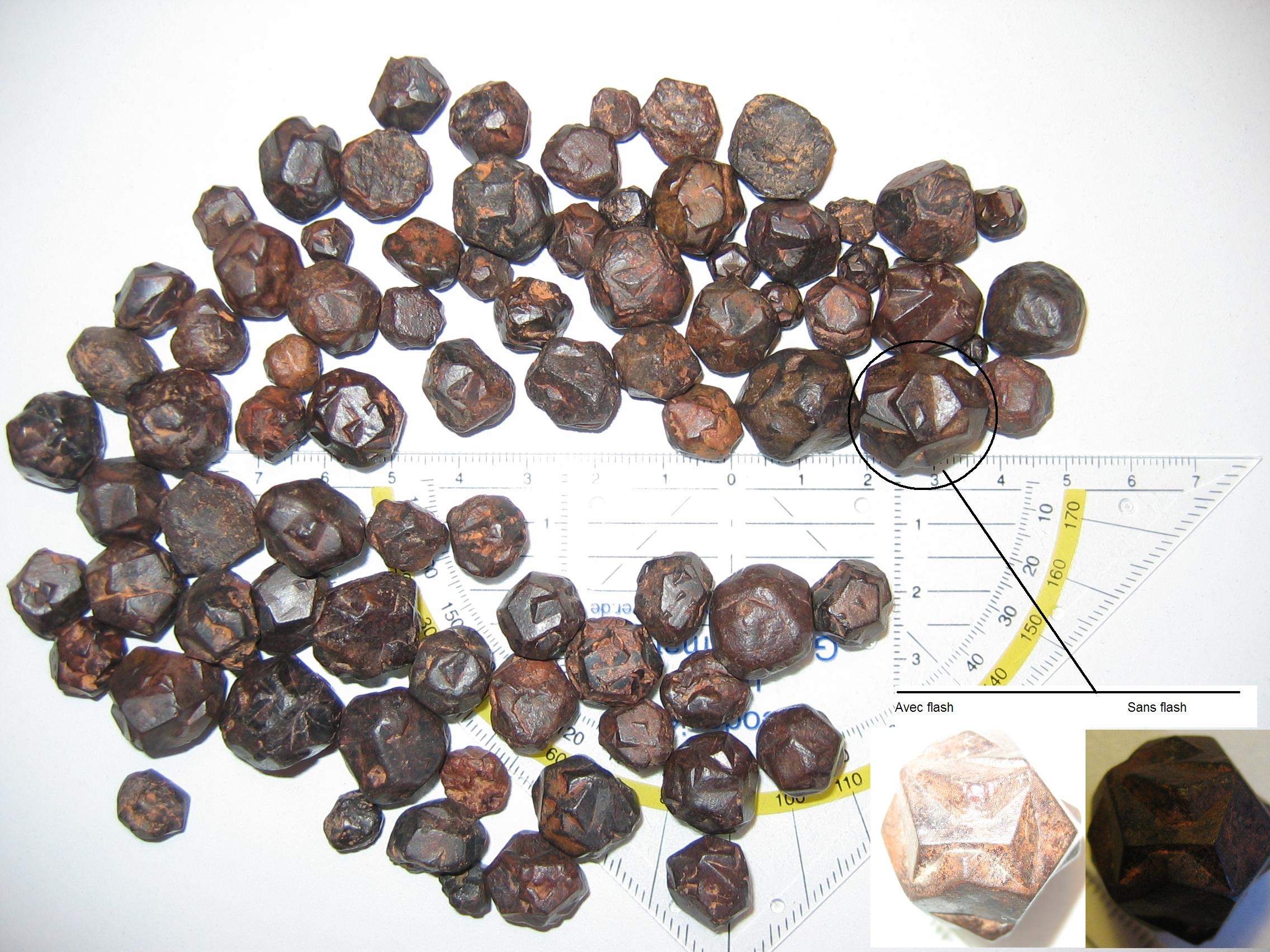
Limonitisierte Pyritkristalle aus Tenke Fungurume

Tenke Fungurume liegt in der kongolesischen Provinz Katanga, im sogenannten Copperbelt. Haupteigentümer des Tagebaus, in dem Kupfer und Kobalt gefördert werden, und Betreiber ist das Unternehmen Phelps Dodge, welcher Mitte der 2000er Jahre die Infrastruktur aufbaute. 2007 übernahm Lundin Mining 24,64 Prozent an Tenke Fungurume durch den Kauf von Tenke Mining, im März 2012 wurde dieser Anteil auf 24 Prozent verringert. Häufig vorkommende Mineralien sind Malachit, Chrysokoll, Bornit und Heterogenit, das Kupfer und Kobalt findet sich in Chalkosin, Digenit, Bornit und Carrollit. Die Kapazitäten der Aufbereitungsanlagen werden vergrößert, die Lagerstätte soll in Zukunft ein deutlich erhöhtes Produktionsvolumen haben.
| produzierte Menge                        | 2015   | 2012   | 2011   | 2010   | 2009   |
| ---------------------------------------- | ------ | ------ | ------ | ------ | ------ |
| Kupfer (24 % der Gesamtmenge, in Tonnen) | 48.951 | 38.105 | 31.523 | 29.767 | 17.325 |
| Kobalt (24 % der Gesamtmenge, in Tonnen) | ?      | 2.842  | 2.807  | 2.245  | -      |

## Jahresproduktion
Jahresproduktion von Lundin Mining in Tonnen, inklusive der Tenke-Mine.
| Metall | 2012    | 2011    | 2010    | 2009    | 2008    | 2007    | 2006    |
| ------ | ------- | ------- | ------- | ------- | ------- | ------- | ------- |
| Blei   | 38.464  | 41.130  | 39.568  | 43.852  | 44.799  | 44.560  | 45.106  |
| Kobalt | 2842    | 2807    | 2245    | -       | -       | -       | -       |
| Kupfer | 101.983 | 107.400 | 109.802 | 110.776 | 97.944  | 97.120  | 24.091  |
| Nickel | 2398    | -       | 6296    | 8029    | 8136    | 3270    | -       |
| Zink   | 122.204 | 111.445 | 90.129  | 101.401 | 151.157 | 151.830 | 167.422 |

## Eagle Mine
2014 eröffnete Lundin Mining ein neues Nickel-Kupfer-Bergwerk in Michigan.

## Kritik
Den Betreibern von Tenke Fungurume wird vorgeworfen, dass die ansässige Bevölkerung es seit der Eröffnung des Tagebaus immer schlechter bekommen hat. Sie betrieben vorher Landwirtschaft und bauten Erz in kleinen Bergwerken ab, für den Tagebau wurden ganze Dörfer umgesiedelt und deren Bevölkerung leidet jetzt an extremer Armut. Versprochene Schulen und Krankenhäuser wurden nicht gebaut, seit einem Bericht 2008 hatte sich 2012 nichts geändert.